# Bernard Gousse
Bernard Honorat Gousse (ur. 22 października 1958 w Port-au-Prince), haitański prawnik i polityk, minister sprawiedliwości i bezpieczeństwa publicznego w latach 2004-2005. 4 lipca 2011 desygnowany na stanowisko premiera Haiti. 2 sierpnia 2011 jego kandydaturę odrzucił Senat.

## Życiorys
Bernard Gousse w 1981 ukończył studia na Wydziale Prawa i Nauk Ekonomicznych Państwowego Uniwersytetu Haiti. Edukację kontynuował we Francji, gdzie w 1982 ukończył studia podyplomowe z zakresu prawa na Université d’Aix-Marseille, a w 1983 stosunki międzynarodowe w Institut d'Etudes Politiques d'Aix-en-Provence. W 1989 doktoryzował się z prawa na Université d’Aix-Marseille.
W 1991 wszedł w skład haitańskiej adwokatury i rozpoczął praktykę w zawodzie. Był jednym z założycieli kancelarii adwokackiej Pasquet, Gousse et Associés. W latach 1989–1992 wykładał prawo na Państwowym Uniwersytecie Haiti, a następnie od 1991 do 2001 prawo cywilne oraz prawo międzynarodowe prywatne na Université Quisqueya. W latach 1993–2001 zajmował stanowisko dziekana Wydziału Nauk Prawnych Université Quisqueya.
Od 1997 do 1998 pełnił funkcję konsultanta prawnego w Ministerstwie Kultury i Komunikacji, doradzając w kwestiach prawa telekomunikacyjnego. W latach 1998–1999 był doradcą prawnym Agencji Stanów Zjednoczonych ds. Rozwoju Międzynarodowego (USAID). Od 2003 do 2004 doradzał Bankowi Republiki Haiti, a w latach 2002-2004 organizacji International Foundation for Electoral Systems (IFES), zajmującej się monitorowaniem procesów wyborczych.
W latach 2004–2005 pełnił funkcję ministra sprawiedliwości i bezpieczeństwa publicznego. Jako minister przeprowadził reformę sił policyjnych oraz opracował prawo sankcjonujące niezależność sądownictwa. Był również odpowiedzialny za zniesienie przepisów dyskryminacyjnych wobec kobiet w kodeksie karnym.
W 2007 był konsultantem prawnym Banku Republiki Haiti, Frankofonii oraz Banku Światowego. W tym samym roku został także doradcą Międzynarodowej Korporacji Finansowej. W 2008 doradzał Izbie Handlu i Przemysłu Haiti oraz wchodził w skład Komisji ds. Zmiany Kodów. W 2009 został członkiem Komisji Prezydenckiej ds. Nowych Technologii Informacyjnych i Komunikacyjnych.
4 lipca 2011 prezydent Michel Martelly desygnował go na stanowisko premiera Haiti, po tym jak parlament w poprzednim miesiącu odrzucił kandydaturę Daniela-Gérarda Rouziera. Przeciwko jego kandydaturze wystąpiło 16 senatorów partii INITE, którzy opublikowali stosowne oświadczenie. Zarzucili mu udział w stłumieniu wiecu zwolenników byłego prezydenta Jeana-Bertranda Aristide’a w 2004. 2 sierpnia 2011 tych samych 16 senatorów odrzuciło w głosowaniu jego kandydaturę.